# Hans Walz
Hans Walz, född 21 mars 1883 i Stuttgart, död 23 april 1974 i Stuttgart, var en tysk affärsman och chef för Robert Bosch GmbH.
Walz gick i handelsskola och arbetade sedan på bank och med grossisthandel. 1912 började han arbeta inom Bosch som personlig sekreterare till Robert Bosch och hade ansvar för förvaltningen av hans förmögenhet. 1919 blev han styrelsemedlem och kom i takt med att Robert Bosch lämnade över verksamheten bli chef för Boschkoncernen, officiellt från 1926. Han var chef för koncernen fram till 1963. Från 1933 var Walz liksom andra högre Bosch-medarbetare medlemmar i NSDAP, Walz blev även medlem i SS och utsågs under kriget till Wehrwirtschaftsführer.